# Maurycy Tre̜bacz
 (août 2025).
Maurycy Trębacz, né le 3 mai 1861 et mort 29 janvier 1941, est l'un des peintres juifs les plus populaires en Pologne à la fin du XIXe et au début du XXe siècle
,.
La plupart de ses peintures ont été détruites du fait de la shoa,
mais pas toutes
,
.
Il est mort de faim dans le ghetto de Łódź lors de l'occupation allemande de la Pologne
.
Maurycy Trębacz est de la première génération d'artistes juifs en Pologne à n'avoir pas obéi à l' interdiction religieuse de représenter une figure humaine (voir ci-dessous).
Il est généralement reconnu pour sa maîtrise technique et son style inimitable,
montrant en particulier sa maître du portrait et du paysage
mais surtout pour ses illustration de la vie quotidienne de ses contemporaines juifs, décrivant un monde aujourd'hui disparu. Ses sujets populaires comptent des rabbins en prière, des vieillards, et des scènes de la vie quotidienne. Ses portraits de concitoyens juifs lui ont valu la plus grande popularité et les éloges de la critique pour leur "pénétration psychologique", influençant d'autres peintres juifs en Pologne. C'est notamment le cas de sa toile « Le Bon Samaritain », qui aurait été volée en 1904 à l'Exposition universelle de 1904, mais a été été vendue par Sotheby's récemment.

## Biographie
Né en 1861 à Varsovie, fils d'un peintre en bâtiment, Maurycy (Mojżesz) est, à 16 ans, admis à l'école de dessin de Wojciech Gerson et Aleksander Kamiński. Trois ans plus tard, grâce au soutien de Leopold Horowitz, l'avocat Stanisław Rotwand l'aide financièrement et Mojżesz s'installa à Cracovie où il s'inscrit à l'Académie des Beaux-Arts dans les ateliers de Jan Matejko, et Władysław Łuszczkiewicz.

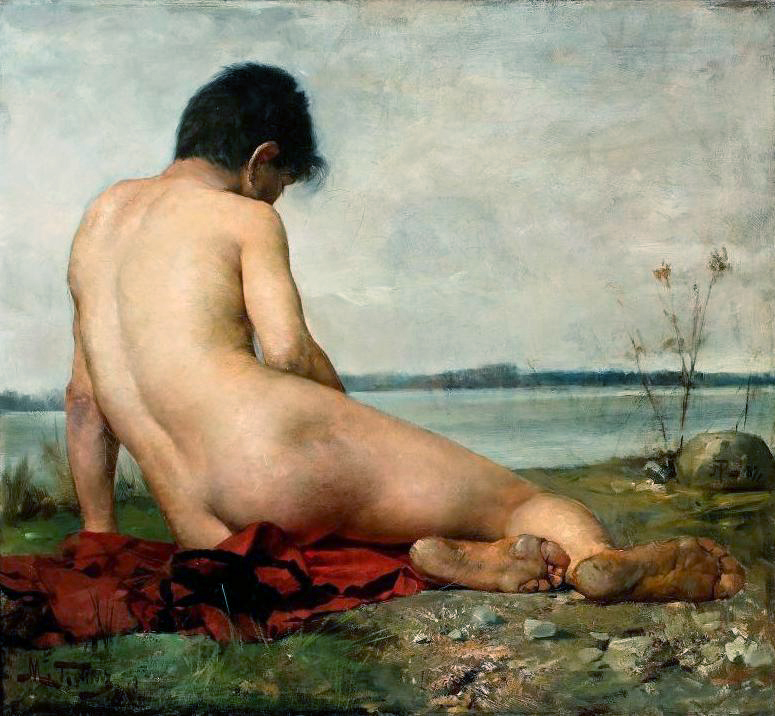
Nu masculin allongé, 1887. Musée national, Varsovie

À partir de 1882, il étudie à l'Académie des Beaux-Arts de Munich auprès de Sándor Wagner (jusqu'en 1884) et, à la fin de ses études, sa toile « Le Martyre » est remarquée. En 1889 et 1890, il étudie à Paris à l'Académie Colarossi. Il vit et travaille pendant quatre ans à Munich puis revient à Varsovie. Dans les années suivantes, Trębacz travaillera à Lviv et Drohobytch, avant de s'installer définitivement à Łódź, où il fonde et dirige une école d'art privée jusqu'en septembre 1939,.
Certains ont parfois désapprouvé qu'il ait trop souvent, par la suite, cédé à la demande populaire. C'est, semble-t-il, à la demande de ses mécène qu'il il commence à réaliser des portraits "sentimentaux" qui évoquent la vie bucolique des paysans,.
Trębacz connait le succès à deux reprises : au Kunstverein de Munich, mais aussi au Salon Krywult de Varsovie quand il a  23 ans. Son tableau « Le bon Samaritain » (1886 ) est exposé au Kunstverein de Munich, mais aussi à la première Exposition nationale d'art de Cracovie, puis à Varsovie, et à l'Exposition universelle de Chicago, où il reçoit une médaille d'or. Par la suite, Trębacz recevra aussi une médaille de bronze à l'Exposition universelle de Paris de 1889.

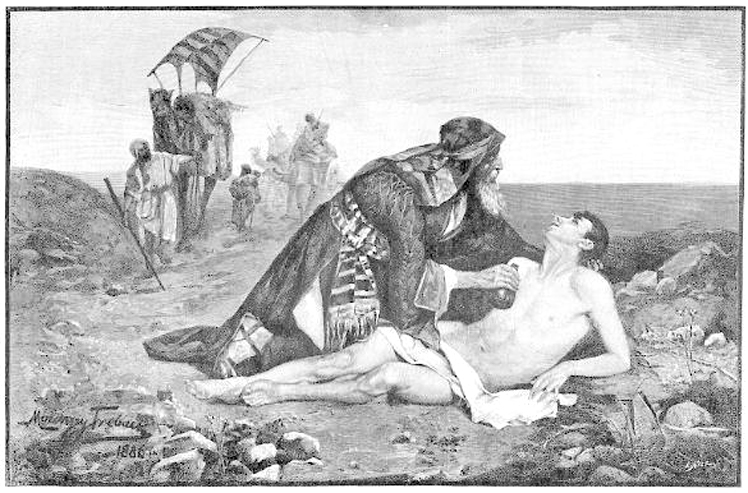
"Le bon Samaritain" (1886), gravure de livre d'après la peinture de Maurycy Trębacz, Varsovie

Mort d'inanition dans le ghetto de Łódź pendant l'Holocauste en Pologne occupée, il est enterré à Łódź. Sa femme Pola (Perla) et lui ont trois enfants, Edward, Zofia et Bronisław. Elle est morte avec lui, dans les mêmes circonstance tragiques.
Peu après la fin de la guerre, environ 70 tableaux de Maurycy Trębacz furent, avec d'autres,
localisés en Pologne par Nachman Zonabend pour le compte des
organisation américaines
Jewish Cultural Reconstruction, Inc. (en) (JCR) et Jewish Restitution Successor Organization (en) (JRSO). Zonabend  sort de Pologne la plupart de ces peintures en 1947, puis répartis entre l'Institut YIVO de New York et Yad Vashem. Cette "exportation" a été vivement critiqué par une partie de la presse tant en Pologne qu'au Canada et en France.